# Giovanni Steffè
Giovanni Steffè (Capodistria, 12 gennaio 1928 – Recco, 19 ottobre 2016) è stato un canottiere italiano, medaglia d'argento nel due con ai Giochi olimpici di Londra 1948.

## Biografia
L'equipaggio del due con, vincitore della medaglia d'argento olimpica a Londra 1948, era composto da Giovanni Steffè, Aldo Tarlao e Alberto Radi (timoniere). L'anno precedente Steffè e Tarlao (con Albino Grio come timoniere) avevano conquistato la medaglia d'argento anche ai Campionati europei di canottaggio svoltisi a Lucerna.

## Palmarès
| Anno | Manifestazione     | Sede    | Evento  | Risultato | Note  |
| ---- | ------------------ | ------- | ------- | --------- | ----- |
| 1948 | Giochi olimpici    | Londra  | 2 con   | Argento   |       |
| 1947 | Campionati europei | Lucerna | Due con | Argento   | [ 3 ] |